# Colletes jankowskyi
Colletes jankowskyi är en biart som beskrevs av Radoszkowski 1891. Den ingår i släktet sidenbin och familjen korttungebin. Inga underarter finns listade i Catalogue of Life.

## Beskrivning
Som alla sidenbin har arten brunaktig päls på mellankroppen och svart bakkropp, vars tergiter har ljusa hårband längs bakkanterna. Tungan är kort och tudelad i spetsen, vilket är karakteristiskt (och unikt) för alla sidenbin.

## Utbredning
Utbredningsområdet omfattar Ryssland från den europeiska delen till sydöstra Sibirien och vidare till Tadzjikistan, Mongoliet samt västra och nordöstra Kina. Arten har dessutom nyligen upptäckts på öarna Kyushu och Honshu i Japan.

## Ekologi
Colletes jankowskyi är oligolektisk, den är födospecialist, och flyger bara till blommor från korgblommiga växter, som ängsskäran Serratula coronata och maskrosor. Undersökningen av de japanska förekomsterna har emellertid visat att arten där även flyger till araliaväxter och ärtväxter.
Som alla sidenbin är arten solitär (icke-samhällsbildande), och honan gräver ut boet under markytan. Varje larvcell förses med ett ägg och en blandning av nektar och pollen. Honan klär larvcellerna med ett körtelsekret som stelnar till ett sidanliknande, skyddande lager, därav det svenska trivialnamnet på släktet.